# キャッ党忍伝てやんでえ
『キャッ党忍伝てやんでえ』（キャッとにんでん てやんでえ）は、タツノコプロ制作の日本のテレビアニメである。1990年2月1日から1991年2月12日にかけ、テレビ東京系列にて全54話が放送された。

## 概要
江戸をモチーフとした都市エドロポリスを舞台に、アニマロイド（アニマル＋アンドロイド）たちの活躍を描く作品である。登場するアニマロイドはいずれも頭身が低く、デフォルメされたデザインで、ストーリーもほぼ全編を通しギャグアクションを軸としたコメディ調に描かれている。
往年のタイムボカンシリーズを髣髴とさせる一話完結型で予定調和のストーリーパターン、時代劇をイメージさせる登場のキメ台詞と必殺技、そしてロボットアニメでは定番の支援メカとの合体パワーアップ、巨大ロボット同士の戦いなど、ギャグアニメなど各ジャンルにおけるお決まりのパターンが多く詰め込まれていた。その一方で、ナレーターである堀内賢雄の顔写真が本編中に登場したり、主人公が最終回まで巨大ロボットに乗り込めないといった本作品独自の演出も多かった。
家庭用ソフトに関しては、放送当時にVHSの販売が行われたが、途中で販売が打ち切られた。その後、2012年8月にVHS版未収録分を含む全話を収録したDVD-BOXが発売された。
コミック版としては、コミックボンボン掲載のコミカライズと、サイバーコミックス掲載でそうま竜也によるテレビシリーズ以降を描いたものがある。
欧米ではサバン・エンターテイメントより1991年に『Samurai Pizza Cats』として放送された。

## あらすじ
幕府転覆を企む老中コーン守は、幻ナリ斎率いるカラカラ一族と密かに手を組み、様々なロボットでエドロポリスを混乱に陥れようとする。コーン守は、街に度重なる混乱を引き起こし、町人の将軍に対する信頼を落とすことでその野望を達成しようとしていた。
そして、これに対抗するヤッ太郎、スカシー、プルルンの3人からなる秘密忍者隊ニャンキーもまた、かねてからコーン守の動きを察知していた大目付ワンコー守により密かに組織されたものであった。ニャンキーはピザ屋「ピザキャット」の店員として働きつつ、エドロポリスの正義と平和を守るべく、奮闘する日々を送る。

## キャラクター

### 秘密忍者隊ニャンキー
大目付ワンコー守により組織された猫型アニマロイド（ネコ忍一族）の忍集団。普段は「ピザキャット」の従業員として働いている。基本的に太陽エネルギーで動いており、日陰や悪天候に弱い。普段はヤッ太郎たち3人が戦闘に出るが、必要に応じてお助けメンバーも出動する。
- 出撃時「毎度おさわがせしております。ただいまより美味しい宅配ピザの店ピザキャット名物特急便が発射されます！皆様白線までお下がりくださーい」「いっきまーす」
- 名乗り 1号「古来より悪の栄えたためしなし！教えてやろう、あっ正義の心で」、2号「この世にはびこる悪の影、討ってくれようこの顔で」、3号「たとえいかなる闇だとて、はらってみせましょこの愛で」、1号「我ら正義と勝利の使徒、秘密忍者隊...ニャンキー！」
- 決着後「天下無敵の、あっ大勝利！」

#### ピザキャット日本橋本店
ヤッ太郎（ニャンキー1号）
声 - 山口勝平（タイトルコール、次回予告も兼任）
本編の主人公で、ニャンキーのリーダー。身長133cm、体重40kg。生粋のエドロポリスっ子で「てやんでえ！やったろうじゃねえか！」が口癖。典型的な熱血漢だがマヌケな一面もある。主人公であるにも関わらず巨大ロボ・ニャゴキングに毎度乗り遅れていたが、最後の戦いでようやく搭乗することができた。おミツにほれている。盗聴マイクとして片耳を取り外して使い、敵の情報を探ることができる。普段は忍者刀で戦うが、窮地に陥ると鞘に封印されている妖刀マサマサを使った二刀流で戦う。メンバーで一番背が低く、そのことにコンプレックスを抱いている。必殺技は2刀から同時に放つエネルギー波「ネコ目スラッシュ」で厚さ50cmの鉄板を軽々と引き裂く威力を持つ。また「メカメカ忍法秘伝帳」によると他にも多数の「ニャンキー忍法」が使えるらしい。ファーストキスの相手は狐塚コーン守。一人称は「おいら」。

スカシー（ニャンキー2号）
声 - 小杉十郎太
キザな性格のヤッ太郎の相棒。身長150cm、体重55kg。番傘を武器にしているが、その傘には光刀ピカピカという刀が仕込まれている。いつもクールでキザなセリフで見境なく可愛い女の子たちの気を引こうとするが失敗に終わるドジな所がある。クールだがプルルンさえ呆れてしまうほどの女の子好きでおっちょこちょいでそそっかしく、お調子者の一面も。おミツが好きでヤッ太郎とはいつも対立している。左利き。劇中では一度もヘルメットを外さないが、設定ではチョンマゲを結っている。必殺技は「ニャンキー忍法ねこだまし」「ニャンキー忍法スカシーっ屁」「ニャンキー忍法風車」「一文字ファイヤー」などがあり、「一文字ファイヤー」はネコ目スラッシュのような破壊力を持っている。一人称は「ぼく」（稀に「おれ」や「わたし」と言うことも）。

プルルン（ニャンキー3号）
声 - 折笠愛
本作のヒロイン。バカ力が取り柄の女の子アニマロイドで、ニャンキーの紅一点。身長135cm、体重35kg。主な武器は、ハート手裏剣と「ニャンキー忍法かきむしり」などに用いるチタン装甲をも引き裂く鉤爪。魅刀キラキラという刀も持っているが、ほとんど使われない。気が強く怒りっぽい面があり、彼女を怒らせるとヤッ太郎たちは愚かカラカラ忍者ですら恐れるほど。特にヤッ太郎に対してはストレスの種となっているが、実は誰よりも彼を信頼しており、一度カラ丸に敗れた時はその場で泣き崩れたほどであった。ニャンキーのメンバーで唯一、ヘルメットを外すことがある。髪型はショートヘア。おミツとスカウトされて一緒に、「ミップル」というアイドルユニットを組んだことがある。趣味は笛を吹くことで、笛を大事に扱っているが、最終話でも笛の謎が明かされることは無かった。必殺技は「ニャンキー忍法ねこまねき」「乙女の怒りスラッシュ」「ハートブレイカー」があり、後者の2つはネコ目スラッシュのような破壊力を持っている。一人称は「あたし」。

おタマ（ニャンキー0号）
声 - こおろぎさとみ
ピザキャット本店の店長を務めるネコ型アニマロイド。身長、体重は未発表だが、ヤッ太郎たちより小柄である。かわいい尻尾と、ロングな金髪が特徴。ニャンキーのサポート役で、「特急便」の発進アナウンスや発射を行うが、たまに発射に失敗してヤッ太郎たちが被害に遭う。金銭感覚がシビアで、ヤッ太郎たちの勤務態度に「お給料〇割引き（1割引き、2割引きなど）」と度々給料を下げる。第52話で実は猫忍一族の元締めであることが判明。一人称は「あたし」または「おタマ」。

#### お助けメンバー
普段は各支店で店長をしている。お助けメンバーが背中に装着しているアイテムを組み合わせることにより、「水マシンガン」、「神風ローター」などの合体忍法で攻撃することができる。
ゴットン（ニャンキー4号）
声 - 高木渉
ピザキャット品川支店長。身長145cm、体重55kg。ドリルで土中を自由に移動できる。お助けメンバーのリーダー的存在として描かれており、単独で出動した回数も一番多い。ヤッ太郎たちとお助けメンバーが入れ替わった際にはヤッ太郎が品川支店を担当したが、その時客は一人も来なかった。口癖は「ゴットンだ、もとい合点だ！」。一人称は「拙者」。

リキノシン（ニャンキー5号）
声 - 梁田清之
ピザキャット両国支店長。身長175cm、体重90kg。メンバー1の巨漢で、大きな大砲を背負っている。両国支店の客層は相撲取りが中心。口癖は「〜でゴワス」。ヤッ太郎たちとお助けメンバーが入れ替わった際はおタマが両国支店を担当した。一人称は「おいどん」。

ミエトル（ニャンキー6号）
声 - 柏倉つとむ
ピザキャット深川支店長。身長130cm、体重40kg。背中にプロペラと羽がついており、最高速度マッハ5の高速で飛ぶことができる。口癖は「～でゲス」。お助けメンバーの中で唯一飛行可能。第21話では壮絶な早口言葉を三日三晩休むことなく喋り捲る勇姿を見せる。深川支店の客層は芸者が中心。ヤッ太郎たちとお助けメンバーが入れ替わった際はスカシーが深川支店を担当した。一人称は不明。

ネッキー（ニャンキー7号）
声 - 子安武人
ピザキャット佃島支店長。身長150cm、体重50kg。水中戦が得意で、水中は100ノット、水上では1000ノットで走ることができる。口癖は「〜ちょ」。佃島支店の客層は船頭が中心。お助けメンバーとして単独で出動した回数は2回と、一番少ない。ヤッ太郎たちとお助けメンバーが入れ替わった際はプルルンが佃島支店を担当した。一人称は「おいら」。

### カラカラ一族
カラス型アニマロイドによる忍者集団。猫型アニマロイドであるニャンキーとは長い宿敵同士。コーン守はこのカラカラ一族とある事情で交流を持ち、一蓮托生な間柄となる。
カラス幻ナリ斎（カラスげんナリさい）
声 - 龍田直樹
カラカラ一族の頭領。身長124cm、体重44kg。年齢は定年間近。パトロンであるコーン守と漫才のようなやりとりをしている。毎回メカを提供する。一人称は「ワシ」。
コーン守に代わって自爆したこともあり、「おみごと」と褒められたことも（もっとも本人曰く「自爆するとは思わなかった」）。

カラ丸
声 - 山寺宏一
苦み走ったクールなカラス忍者型アニマロイドで、ヤッ太郎のライバル。身長140cm、体重40kg。主に実行部隊の指揮・メカの操縦を担当している。「カラカラ忍法火の鳥」や「カラカラ忍法魔人真空斬り」といった必殺技を持つ。第22話では、一時カラス忍者軍団を辞めピザキャット日本橋本店でアルバイトをしていた。中盤、パワーアップのために修行の旅に出て、カラカラ一族に伝わる虚無僧テクターを獲得。一時はニャンキーたちを圧倒するも、ヤッ太郎たち3人の同時必殺攻撃に耐え切れず敗北。最終決戦時において、本心ではコーン守に天下を取らせたくないことをヤッ太郎に告げ、決戦終了後は、幼馴染のおカラと共に、念願のピザキャット烏山支店 の店長になっている。一人称は「おれ」。

闇のザンカア
声 - 松本保典
カラカラ一族のホープ「ヤミの四人衆」のリーダー。その実力は、カラ丸が一目置くほどであり、実際、初登場時では、（カラ丸のサポートがあったとはいえ）ニャンキーを完膚なきまでに叩き潰している。しかしながら回が進むにつれて、カラカラ一族の中では空気と化してしまい、ヤッ太郎たちが自分たちを覚えていた時には、思わず感涙を流してしまう場面もあった。

風のレッカア
声 - 柴本浩行（ - 第16話）→堀内賢雄（第29話 - ）
目にも留まらぬスピード技を得意とする「ヤミの四人衆」一の忍者。

炎のボンカア
声 - 塩屋浩三
背中に巨大な大筒を持つ「ヤミの四人衆」二の忍者。

水のウォッカア
声 - 堀内賢雄→菊池正美
水中での行動を得意とする「ヤミの四人衆」三の忍者。

カラス忍者
カラカラ忍軍の下忍。多数いる。

### 幕府
狐塚コーン守（きつねづかコーンのかみ）
声 - 沢木郁也
エドロポリス老中のキツネ型アニマロイド。身長145cm、体重25kg。幕府ナンバー2の実力者で、ワンコー守のライバルでもある。カラカラ一族を使って幕府転覆を狙う悪のボスだがマヌケで失敗ばかりしており、悔しさなどで興奮すると自爆する。好物はいなり寿司で、イナリ寿司チェーンの尾張屋の常連客。女装をするのが趣味。その趣味が高じて、「アゲヤッコ」として芸者のバイトをしている。地震が苦手で、幻ナリ斎から（幕府転覆を兼ねた）からかいのネタにされたことも。怒った時などに「おだまり！けだまり！」と叫ぶのが口癖。一人称は「あたし」。

犬山ワンコー守（いぬやまワンコーのかみ）
声 - 塩屋浩三
エドロポリス大目付の犬型アニマロイド。身長146cm、体重59kg。コーン守の悪巧みに気づいており、それを防ぐためにニャンキーを組織した。興奮すると野生に戻ってしまう他、「おあずけ」と言われると動けなくなったり、電柱を見ると思わず犬のようにマーキングをしてしまう癖がある。一人称は「わし」。

徳川ウサコ（ウサ姫）
声 - 川村万梨阿
ウサギ型アニマロイド。身長120cm（含耳150cm）、体重33kg。超ワガママなお姫様で「この者を島流しにせーい!」が口癖。因みに島流し先は流されていった者たちが文字通り心血を注いで作り上げた結果生まれた一種のリゾートアイランドになっており、島流しにあった者たちはその自由さ故に浜辺に彼女の銅像を建てるほど感謝している。しかも、この銅像にはボタンを押すと上記の台詞を発する機能も付いている。ポチ・ピューマのファンだったが、後にカラ丸がお気に入りになる。普段はメカEDO城に住んでいる。一人称は「わらわ」。

徳川イエッイエッ
声 - 堀内賢雄
パンダ型アニマロイド。ウサ姫の父親でエドロポリスの殿様。知性が全く感じられずセリフもほとんどないが、トイレに行く時だけは真面目な顔になる。ネオサツマにそっくりな芋掘り農民がいるが、そちらもアホである。

ウサ局（ウサのつぼね）
声 - 島本須美
ウサギ型アニマロイド。ウサ姫の母親で彼女だけ布地の服を纏っている。普段は一人旅をしていて城にはいない。武器や爆弾を使ったり、ヤッ太郎の体を縄で縛り上げ投げ飛ばすなどの超過激なことをすることも。イエッイエッにはベタ惚れ。ものすごいくしゃみをする。

幕府の役人たち
トラ、サイ、馬、鹿、ペンギン、蛇、鼠、蛙、蜂、蟻型のアニマロイド。

### エドロポリスの町人
おミツ
声 - 水谷優子
羊型アニマロイド。身長126cm、体重31kg。茶店「みっちゃん」を一人で切り盛りしているエドポリ小町で、喜んだり興奮したりすると頭頂部からマイクロミサイルを発射し、コーン守やカラ丸からは「ミサイル娘」と呼ばれる。ヤッ太郎たちのマドンナ。ニャンキーとして活動しているヤッ太郎を「ニャンキーさま」と呼んでいるが、なぜかピザキャットのヤッ太郎と同一人物であることに気づいていない。シャムネコブランドのミサイルを愛用し、また、第19話では怒りのあまりミサイルを全身から発射したことがある。さらに第53話に至っては、ヤッ太郎がニャンキーメンバーだったことを知り、そのヤッ太郎がハラホロヒレハレー彗星を破壊して無事戻って来ると、喜びの余り頭頂部から巨大ミサイル「メカレティ1991」を発射して、エドロポリスを焼け野原にしてしまった。一人称は「わたし」または「おミツ」。

伊津茂乃母（いつもの母）
声 - 水谷優子
伊津茂乃子（いつもの子）
声 - 折笠愛
ピザキャットの近くに住む親子。毎回ピザキャットから発射されるニャンキーを見てコメントするのが日課。一度だけおタマの代わりに発進のアナウンスと発射を担当したことがある。母の迫力でバクハツ23号を自爆させたことも。もっとも無傷でナレーター曰く「母よ、あなたは強かった」。第46話では母の少女時代と伊津茂乃母乃母（声 - 折笠愛）が登場。

### その他
猫股霊界之介
声 - 緒方賢一
通称「大先生」。ネコ忍一族で1000年に1人の大天才といわれる科学者。「酒好き」「女好き」「博打好き」の350歳の爺さん。ネコ富士山の麓で暮らしている。ネコ忍一族一の科学者でニャゴキングやトリツックンを開発したことになっていたが、第53話で自分がネコ忍一族とは何の関係も無いことをカミングアウトした。

おカラ
声 - 本多知恵子
カラス型アニマロイド。カラス型だが、空を飛ぶ描写はない。カラ丸の幼馴染でカラ丸に惚れている。カラ丸を追ってカラカラの里を出てきて、第31話ではサーカスのピエロとして働いていた。第52話で再びカラ丸と会うまで、カラ丸との約束を守っていた健気な女の子。田舎育ちのため、訛りが強い。

マイケル（ヤンキー1号）
声 - 堀川亮
ニューヨークシティのニャンキーである「秘密忍者隊ヤンキー」のリーダー。第39話に登場。二丁拳銃のニャンニャンマグナムを使う。ヤッ太郎よりも2cm背が高い。必殺技は「キャッツアイシューティング」。

プリンス（ヤンキー2号）
声 - 速水奨
ヤンキーのメンバーで優男。フェンシングが得意。

マドンナ（ヤンキー3号）
声 - 鶴ひろみ
ヤンキーの紅一点。ムチを武器にして戦う。

ハニー
声 - 水谷優子
ニューヨークシティに住むおミツそっくりな女の子。おミツ同様、喜んだり興奮したりするとポニーテール型ガトリング砲を乱射する。

黒い武将
声 - 鈴置洋孝
ネコ明神の化身でニャゴキングやトリツックンの真の製作者。この世から争いをなくすためにニャゴキングと妖刀マサマサを作った。

ナレーター
声 - 堀内賢雄
「説明しよう!」を連発するが、キャラクターたちから色々ツッコまれたりする。第47話ではナレーターにも関わらず、ウサ姫にさらし首（堀内本人の顔写真が画面に映された）にされた上に島流しを命じられ、第51話ではコーン守にナレーターの座を追い出された。

## 登場メカ

### 秘密忍者隊ニャンキー
ニャゴキング
ニャンキーたちが操縦する巨大ロボ。妖刀マサマサがニャンキーたちのピンチを知らせるとネコ富士山の頂上にあるネコ明神が二つに割れ、その中から飛行形態ニャゴフィンクスの状態で現れる。ニャゴフィンクスの口からサポートメカのトリツックンを発射する。その後、ニャゴフィンクスが変形してニャゴキングとなる。中にコックピットがあり、ニャンキーが搭乗して操縦できるようになっているが、ヤッ太郎だけ何かしらの理由で搭乗できないというのが毎回のパターンである。最終回でヤッ太郎が搭乗した際には彼専用のコックピットに通された。武器はピラニア型のビームガン「ピラニガン」と魚の骨の形をした槍「サカランサー」。

トリツックン
鳥形をしたニャンキーのサポートメカで、トリツックンを装着することでヤッ太郎たちは装甲が強化され、飛べるようになる。飛行速度はマッハ9で、宇宙空間でも飛ぶことが可能。ヤッ太郎がピンチになることで（自演でも可）、勝手にニャゴフェニックスの口から発射される。トリツックン装着形態をメガニャンキーまたはメガアップニャンキーと呼ぶ。

### コーン守とカラカラ一族
コーン守の野望を実現するために使われるメカ。番号がついているがその番号に一貫性は無く、語呂で付けられているものが多い。
メカ龍（タツアシ1号、2号）
第1話に登場。メカの部分は足の部分のみで、それ以外はハリボテ。
エドマエ5号
声 - 塩屋浩三
第2話に登場する巨大メカ。エドロポリスの住人を寿司ネタとして握ることにより、イエッイエッの評判を落とそうと暴れた。コミックボンボンで掲載されたコミック版では第1話に登場。
ロボスコップ6号、9号、D74号
第3話に登場する人間サイズのメカ。3体合わせて読むと「ロクデナシ」になる。卵型の胴体に穴掘り用に手がスコップになっている。コミック版にも登場したが、デザインは全く異なり、ロボコップの頭と両手にシャベルがついた姿になっていた。
ツル8号
第3話に登場するツルの形をした鳥型メカ。顔の部分と足がツルハシになっている。こちらもコミック版に登場したが、やはり姿は全く異なり、ツルハシに手足が生えて柄の部分に目と口がついた姿をしていた。
アリガタヤ1号
第4話に登場する全身金ピカの大仏観音型メカ。戦闘の際には金メッキが剥がれ、タコ型メカに変身した。
オメデトウ3号
声 - 塩屋浩三
ゴザイマス7号
声 - 菅原淳一
第5話に登場。巨大な2人組のメカだが、幻ナリ斎の手違いによって下半身の内部が空っぽのため、催眠音波で操った人々の力によって動くこととなった。
フンコロガシ3号
声 - 山寺宏一
第6話に登場する人間より一回り大きいサイズの昆虫型メカ。
タツアシ3号、4号
第7話の冒頭に登場。タツアシ1号、2号を巨大化したようなメカで、その巨体で民家を次々と踏み潰した。
ギヤマン0号
声 - 柏倉つとむ、高木渉
第7話に登場する異人の姿をした人間サイズのメカ。真っ二つに切られても、プラナリアのごとく再生し固体数を倍々に増やしていく。
ジアゲヤ3号
第8話に登場する巨大メカ。頭に黄色いヘルメットなど工事作業者のような格好をしており、右手のハンマーや左手のフレイルで破壊活動を行う。
ヤットカメ一号
声 - 高木渉
第9話に登場する変身能力を持つカメ型メカ。名古屋弁で喋り、ウサ姫やヤッ太郎に変身した。また、その変身した者の力をコピーすることができる。ヤットカメとは名古屋弁で「久しぶり」を意味する。
ヒマワリ2号
声 - 長島雄一
第11話に登場する吹雪や熱波など気象異常を起こすことのできるメカ。頭はヒマワリの形をしており、その部分を扇風機のように回転させることによって、天候を操ることができる。
マックロウ（マックロウDX）
ヤミの四人衆が操る巨大ロボ。瞬時に分離する能力により猫目スラッシュを破りニャンキーを敗北寸前に追い込むが、乱入して来たコーン守がパーツに引っ掛かったせいで再合体に失敗し壊れてしまった。第33話では「マックロウDX」として登場するが、特に変化した点はなかった。
ハイセンス9号
声 - 高木渉
第13・14話に登場する巨大メカ。スペースシャトルのような形状で宇宙に打ち上げられた後、手足が扇子のロボットに変形してニャンキーのエネルギー源である太陽光線を遮り、妨害活動を行った。
スーパーコーン8号
第15話に登場。コーン守そっくりの巨大メカ。
チョイナー7号
声 - 水谷優子
第16話に登場する人間サイズのダチョウ型メカ。超高速で走ることができ、ビラまき等に用いられたりした。黙ってしまうか動けなくなると自爆してしまう特徴がある。コーン守が悔しさを紛らわすために動けなくされた状態で爆発した筈だが、なぜか第16話以降にも場面が転換する際などに度々出てくる。
トオセンボ3号
声 - 龍田直樹
第16話に登場する駕籠が変形したメカ。通せんぼする以外の能力はなくナレーターにも「やられるために出てきた」と言われた。
コレクター9号
声 - 塩屋浩三
第17話に登場する大型メカ。虫取り網を持って昆虫採集家のような格好をしており背中に蝶のような羽が生えている。銃のような形をした注射器でアニマロイドのエネルギーを奪い取り、優秀な科学者を誘拐した。
ヨーセー2号
声 - 高木渉
第18話に登場する人間サイズのメカ。大きなバネの体と帽子型の頭でできており、取り付いた者を自由に操ることができる。名前は｢妖精｣ではなく｢養成｣と思われる。
クール5（くーるふぁいぶ）号
声 - 塩屋浩三
第19話に登場する巨大メカ。大きな桶の胴体に手足の桶をくっつけた姿をしている。特技は空の桶を使ったカラオケ攻撃、カラ丸の持つマイクで音声によって操作される。
ニイヅマ2号
声 - 水谷優子
第20話に登場する和服を着た花嫁の姿をした巨大メカ。ウェディングドレスにお色直し（第2形態に変化）すると、攻撃能力が上昇する。
タイコモチ三号
声 - 堀内賢雄
第21話に登場する人間サイズのタヌキ型メカ。太鼓や二枚舌による催眠音波を武器としてエドロポリスを混乱させようとした。コーン守からは「センスが悪い」「アテにしていない」と言われてしまう。動力はゼンマイ仕掛けで、ゼンマイが切れると動けなくなる。
オバカ3号
声 - 塩屋浩三
第22話に登場する巨大メカ。飲んだ者は馬鹿になる「バカエキス」を製造する。オバカ3号自身も馬鹿である上に戦闘能力も低い。
ストロング5号（すとろんぐごんごう）
声 - 高木渉
第23話で登場する人間サイズのマッチョなメカ。コーン守が映画のオーディションで他の参加者を妨害するために、岩石を投げるなど力技を使った。
ササニシキ4号
声 - 長島雄一
第24話に登場する相撲取り型巨大メカ。今までのメカと比べてパワーとスピードの両面で勝っているメカとして造られたが、操縦系統が完成する前に稼動させられたため暴走した。
ナベカマ1号
第25話に登場する巨大メカ。地底で芋虫型の第1形態で画面に登場し大江戸タワーに防御用の繭を出現、繭を破壊された後は巨大蛾メカとなり鱗粉で攻撃という流れは、東宝映画のモスラそっくりである。
チョモランマ1/2（にぶんのいち）号
声 - 林原めぐみ
第26話に登場する登山家型ロボット。どんな病気も治す効果を持つゼッコー鳥を捕まえるために作られた。内部にはヤッターマンのゾロメカを彷彿とさせるチョモランマ1/10号と1/100号を備えている。
ゲシュニン28号
声 - 塩屋浩三
第27話に登場。人間より一回り大きいサイズのロボットヒーロー型メカで、首などが胴体から外れても行動できる。
コブツキ4号
声 - 塩屋浩三、龍田直樹
第28話に登場する巨大地ならし用メカ。顔立ちのはっきりとした男が赤子を乗せた乳母車を押している姿をしているが、本体は赤子の部分である。
ステイシ4号
第29話の冒頭に登場する巨大メカ。ニャンキーを捕えるが、すぐに倒されてしまう。
アリアワセ1号
声 - 高木渉
第29話に登場する巨大メカ。空き缶と空ダンボールを組み合わせたような姿。有り合わせなのでニャンキーの必殺技にやられることもなく自壊した。
アカシア3万号
声 - 菊池正美
第30話に登場する巨大メカ。巨大なカラオケ機械であるが、結果的にはコーン守の下手な歌を世にばら撒くこととなった。どこまでも伸びる歯が主な武器。
ピッド9号
声 - 長島雄一
第31話に登場する天使の姿をしたメカ。ピッド9号の天使の矢に写真を付けて射抜くと、その写真に写った人物の恋の虜とすることができる。しかし、弓矢の腕前はとてつもなく下手であるため、一度も正確に射抜くことができなかった。幻ナリ斎いわく、三日徹夜して名前を考えたというが、ただ単純にキューピッドをもじっただけである。
シュワルツェ2号
声 - 高木渉
第31話に登場。金髪で筋肉モリモリの巨大人型ロボット。内部で幻ナリ斎が操縦し、筋肉型プロテクターを増強しパワーアップした。「く」と「そ」と書いた鉄アレイが主な武器。
オサワガセ9号
声 - 高木渉
第32話に登場。ちり紙交換車が変形したメカ。両手に巨大なチェーンソーを装備している。
タツアシ・エドマエ・ハイセンス・ジアゲヤ・ササニシキ…以下省略…1億号
第34話に登場。コーン守が思いついた「以前のメカのイイトコロ」を集めて造った合体メカで、あっという間にでき上がった。見た目は両足がタツアシ1号・右腕がエドマエ5号・左腕がハイセンス9号・頭がジアゲヤ3号・ボディがササニシキ4号となっている。しかし、ニャンキーと対決することなく、おミツの新型ミサイルによってあっけなく敗れ去った。
キリフキ9号
第35話に登場するメカ。霧を発生させて恐竜や一つ目小僧などの化け物がいるように見せかけることができる。
バクハツ5号
声 - 島田敏
第36話に登場。卵型で、学生服を着たメカ。「青春は爆発だ」といったセリフや「爆発5号は爆発5号はいかしているんだぞ！」の歌とともに爆発する。同じバクハツメカが合体し、巨大化することができる。
バクハツ23号
声 - 松本保典
バクハツ4号
声 - 三石琴乃
第36話に登場。ニャンキーをおびき出すためのバクハツメカであったが、23号は伊津茂乃母の迫力で、4号はトイレの後に手を洗わないことに戸惑い、それぞれ爆発した。
虚無僧テクター
第37話・38話に登場するプロテクター。カラカラ一族で心・技・体を修得した者のみ装着できるとされている。カラ丸が装着し一時はニャンキーを追いつめるが、修行したヤッ太郎の前に敗れた。
フジヤマゲイシャ4号
声 - 高木渉
第39話に登場。芸者の姿をした巨大メカ。米米CLUBの『FUNK FUJIYAMA』らしき曲を歌いながら攻撃し、ニューヨークシティを破壊するも、ニャンキーとヤンキーの活躍によって敗れた。
UF0（ユーエフゼロ）号
第40話に登場したUFO型巨大メカ。冷凍光線を発射することができ、内部には多数の小型UFOを搭載している。名前は未確認飛行物体のことではなく、「Ukuuku Fuwafuwa 0（浮く浮く ふわふわ ゼロ）」の略である。
チューチュータコカイ7号
声 - 高木渉
UF0号の内部に登場。長い触手と何でも固めて閉じ込めることができるスミをはいて攻撃するタコ型のメカ。
カンペキ88（ハハ）号
声 - 三石琴乃
第41話に登場の人型サイズのメカ。コーン守が母親の力強さに目を付け、その強さを利用しようと造らせた。パワーアップのために「肝っ玉」という水晶玉を必要とするが、その実力を発揮する前にやられてしまった。
エンカイ5号
声 - 高木渉
第42話に登場する人型サイズのメカ。特殊なゴムを使用しているため、戦闘の際には空気を取り込んで巨大化した。宴会芸が得意。
野牛10号
声 - 長島雄一
第43話に登場する人間サイズの牛型メカ。幻ナリ斎いわくとっておきだから「とっておいた」という最強メカ。
ルパン3号
声 - 塩屋浩三
第44話に登場する人間サイズの猿型メカ。コソ泥を得意としているが、手癖が悪いという欠点も持っている。「フジコ～」が口癖。
オイデオイデ696号
第44話に登場する手の形をしたメカ。実際はただのハリボテで中にカラス忍者たちが入っており、ルパン3号がマサマサを盗む際のおとりとして使用される。
モウカリマッカ3号
声 - 高木渉
第45話に登場。福の神の姿をした小型メカ。取りついた者の金運を無限大にアップさせることができる。
ボチボチデンナ3号
第45話に登場。貧乏神の姿をしたメカで、モウカリマッカ3号とは逆に取りついた者を貧乏にしてしまう。モウカリマッカ3号の余った部品で作られた。
ゼニ6号
声 - 高木渉
第45話に登場。モウカリマッカ3号とボチボチデンナ3号が合体した巨大メカ。コントロール不能の状態に陥り、アニマロイドをコインに変えてしまう。
トキオカケル4号
声 - 高木渉
第46話に登場。紅白の派手なコスチュームを着た人間サイズの男性アイドル型メカで、タイムマシンとして時間移動ができる。
イシカリ2号
声 - 長島雄一
第47話の冒頭に登場する巨大カニ型メカ。ジャガイモミサイル、札幌ラーメンアタック、伊達紋別の吹雪でニャンキーを苦しめた。
ワッショイ354（みこし）号
第47話に登場。自分では動けずただカラス忍者たちに担がれていただけのメカ。
オヤジ3号
声 - 高木渉
第48話に登場するパーティー用のとんがり帽子を被った酔っ払いのオヤジ型メカ。クラッカーなどのパーティ攻撃が得意。
オヤジギャル3号
声 - 本多知恵子
オヤジ3号がパワーアップした姿。ゴルフや栄養ドリンクなどのアフター5攻撃をしかけてくる。
カメハメ8号
声 - 菊池正美
第49話に登場する人間サイズの亀型メカ。イエッイエッを海に沈め、亡き者にしようとした。
8時ちょうどのあずさ2号
声 - 松本保典
第50話に登場。芋虫型の第1形態と列車型の第2形態を持つ。第1形態では狩人の『あずさ2号』を歌いながら行動していた。
風雲コーン城
第52・53話に登場したコーン守の城。誘導光線を発射することで、ハラホロヒレハレー彗星の軌道を変えることができる。

## スタッフ
- 製作総指揮 - 九里一平
- 原案 - 美原轟
- 企画 - 稲垣光繁（創通エージェンシー）、成嶋弘毅（タツノコプロ）
- シリーズ構成 - 関島真頼、あかほりさとる
- キャラクターデザイン - 相澤昌弘
- アニマロイドデザイン原案 - 知心水
- アニマロイドデザイン設定 - 鈴木典孝
- オープニングアニメーション - 須田正己
- 音楽 - 川井憲次
- 美術監督 - 新井寅雄
- 撮影監督 - 都島雅義
- 音響監督 - 田中英行
- 制作担当 - 小泉正二
- アシスタントプロデューサー - 大倉宏俊
- プロデューサー - 清水睦夫（テレビ東京）、小泉流正勝（創通エージェンシー）、植田基生（タツノコプロ）
- チーフディレクター - 岡嶋国敏
- 効果 - 今野康之（スワラプロダクション）
- 制作協力 - アニメフレンド、スタジオ古留美
- 製作 - テレビ東京、創通エージェンシー、タツノコプロ

## 主題歌・挿入歌
オープニングテーマ
「おっとどっこい日本晴れ」
作詞 - 真名杏樹 / 作曲 - 池毅 / 編曲 - 山川恵津子 / 歌 - 谷沢伶奈
第9、13、20、22、26、45話では挿入歌として使用された。
エンディングテーマ
「To be Yourself」
作詞 - 真名杏樹 / 作曲 - 池毅 / 編曲 - 山川恵津子 / 歌 - 谷沢伶奈
第1話から第8話までは前奏ありの1分30秒、第9話以降は前奏および一部カットした1分となっている（後述の放送枠の移動によるもの）。第14話より背景付きバージョンとなっている。
挿入歌
「YASU-けくナイ！」（第5、12、30話）
作詞 - 尾張守荒川NEN-Q之進 / 作曲 - 武井浩之 / 編曲 - 加藤みちあき / 歌 - MIPPLE（折笠愛、水谷優子）
「三日月コネクション」（第30話）
作詞 - 渡辺なつみ / 作曲 - 尾関昌也 / 編曲 - 原一博 / 歌 - MIPPLE（折笠愛、水谷優子）
「艶姿メカCat！」（第30、40、54話）
作詞 - 渡辺なつみ / 作曲・編曲 - 原一博 / 歌 - 小杉十郎太
「BATTLE IN FLASH」（第31、38、44、51、53話）
作詞 - 渡辺なつみ / 作曲・編曲 - 原一博 / 歌 - 板橋亜美
「てやんでえSpecial Express」（第33、43、52話）
作詞 - 渡辺なつみ / 作曲・編曲 - 原一博 / 歌 - 板橋亜美
「天下無敵のヤッ太郎」（第47、53話）
作詞 - 尾張守荒川NEN-Q之進 / 作曲・編曲 - 原一博 / 歌 - 山口勝平
「BLACK FIGHT」（第53話）
作詞 - 渡辺なつみ / 作曲・編曲 - 原一博 / 歌 - 山寺宏一
「おっとどっこい日本晴れ〈ウサ姫Version〉」（第53話）
作詞 - 真名杏樹 / 作曲 - 池毅 / 編曲 - 山川恵津子 / 歌 - 川村万梨阿
「To be Yourself〈プルルンVersion〉」（未使用）
作詞 - 真名杏樹 / 作曲 - 池毅 / 編曲 - 山川恵津子 / 歌 - 折笠愛

## 各話リスト
| 話数 | サブタイトル                         | 脚本           | コンテ            | 演出              | 作画監督            | 放送日        |
| ---- | ------------------------------------ | -------------- | ----------------- | ----------------- | ------------------- | ------------- |
| 1    | 秘密忍者隊ニャンキー出動!            | あかほりさとる | 清水通            | 岡嶋国敏          | 須田正己            | 1990年 2月1日 |
| 2    | 街中おスシだ!パニックだ!             | 荒川稔久       | 藤みねお          | 藤みねお          | 大宅幸男            | 2月8日        |
| 3    | ホレホレ穴掘れもっと掘れ!            | 岸間信明       | 津田義三          | 芦沢剛史          | 椛島義夫            | 2月15日       |
| 4    | 悩みを解決?カードでチーン!           | 影山由美       | 垂永士            | 藤みねお          | 山崎猛              | 2月22日       |
| 5    | アイドル誕生?芸能界の甘いワナ        | 川崎裕之       | 酒井伸次          | 酒井伸次          | 坂田筆男            | 3月1日        |
| 6    | 探検!オテンバ姫の遊園地              | 関島眞頼       | 高木真司          | 高木真司          | はしもとかつみ      | 3月8日        |
| 7    | マジ!?カラ丸がヒーローになる日?      | 影山由美       | 野田拓実          | とって呉兵衛      | 中島豊秋            | 3月15日       |
| 8    | こわーい?コーン守のヒ・ミ・ツ        | 渡辺誓子       | 木宮茂            | 金子伸吾          | 大宅幸男            | 3月22日       |
| 9    | 姫はウキウキ!みんなハラハラ!         | 岸間信明       | 浅田裕二          | 浅田裕二          | 別所誠人            | 3月29日       |
| 10   | てやんでえ!これがニャンキーでえ      | あかほりさとる | 岡嶋国敏          | 岡嶋国敏          | 山崎猛              | 4月3日        |
| 11   | いじめられっ子のパパは天才科学者!?   | 荒川稔久       | 大塚由            | 芦沢剛史          | 野田拓実            | 4月10日       |
| 12   | 珍プレー好プレー!ニャンキーの弱点!   | 関島眞頼       | 金子伸吾          | 金子伸吾          | はしもとかつみ      | 4月17日       |
| 13   | ニャンキー敗北?ヤミの四忍衆あらわる! | 川崎裕之       | 酒井伸次          | 浅田裕二          | 大宅幸男            | 4月24日       |
| 14   | 逆転!ニャンキー空を飛ぶ              | 関島眞頼       | 殿勝秀樹          | とって呉兵衛      | 中島豊秋            | 5月1日        |
| 15   | お願い!コーン守は人気がほしい        | 関島眞頼       | 藤みねお          | 藤みねお          | 山崎猛              | 5月8日        |
| 16   | ウッソー!将軍さまはニセモノ!?        | 岸間信明       | 腰繁男            | 腰繁男            | 別所誠人            | 5月15日       |
| 17   | ドコだ?消えた大先生                  | 影山由美       | 山口祐司          | 高須賀勝己        | 大宅幸男            | 5月22日       |
| 18   | 見合って見合って野球で勝負           | 荒川稔久       | 金子伸吾          | 金子伸吾          | 中島豊秋            | 5月29日       |
| 19   | Wデートは危険がイッパイ!             | 川崎裕之       | 浅田裕二          | 浅田裕二          | 坂田筆男            | 6月5日        |
| 20   | エッ!?プルルンのお嬢様宣言           | 渡辺誓子       | 芦沢剛史          | 芦沢剛史          | 中島豊秋            | 6月12日       |
| 21   | ポンポコタヌキで大騒ぎ!              | 岸間信明       | 松本淳            | 松本淳            | 大宅幸男            | 6月19日       |
| 22   | カラスがピザ持って特急便?            | 関島眞頼       | 腰繁男            | 腰繁男            | 坂田筆男            | 6月26日       |
| 23   | 激突!映画の主役はだれだ?             | 影山由美       | 芦沢剛史          | 芦沢剛史          | 中島豊秋            | 7月3日        |
| 24   | れれっ?コーン守に子供!?              | 渡辺誓子       | 藤みねお          | 藤みねお          | 椛島義夫            | 7月10日       |
| 25   | かわいい?ヤッ太郎女になる            | 荒川稔久       | 浅田裕二          | 浅田裕二          | 別所誠人            | 7月17日       |
| 26   | 大冒険!ゼッコー鳥をさがせ            | 岸間信明       | 金子伸吾          | 金子伸吾          | 大宅幸男            | 7月24日       |
| 27   | ヤダ!オイラ達が島流し?               | 影山由美       | 井上修            | 内藤孝            | 坂田筆男            | 7月31日       |
| 28   | ヘッ?ニャンキーが解散?!              | 関島眞頼       | 酒井伸次          | 椛島義夫          | 大武正枝            | 8月7日        |
| 29   | バレた!?ニャンキーの正体             | 渡辺誓子       | 岩本保雄          | 松本淳            | 大宅幸男            | 8月14日       |
| 30   | アイドル伝説?スカシー出動            | あかほりさとる | 浅田裕二          | 浅田裕二          | 別所誠人            | 8月21日       |
| 31   | つらいぜカラ丸!忍者の恋              | 岸間信明       | 清水通            | 金子伸吾          | 椛島義夫            | 8月28日       |
| 32   | プルルンの笛はおとぎ話?!             | 影山由美       | 酒井伸次          | 浅田裕二          | 坂田筆男            | 9月4日        |
| 33   | ふしぎ?!星から来たお友だち!          | 渡辺誓子       | 金子伸吾          | 金子伸吾          | 椛島義夫 大宅幸男   | 9月11日       |
| 34   | 必勝作戦!強いぞカラカラ一族          | あかほりさとる | 北原聡            | 浅田裕二          | 別所誠人            | 9月18日       |
| 35   | さがせ!湖に消えたネッキー            | 渡辺誓子       | 金子伸吾          | 金子伸吾          | 椛島義夫 大宅幸男   | 9月25日       |
| 36   | もやせ青春!また出た大先生            | 荒川稔久       | 古久火人          | 浅田裕二          | 坂田筆男            | 10月2日       |
| 37   | まさか?!ヤッ太郎夕日に死す           | 岸間信明       | 徳吉功 中村憲由   | 原征太郎          | はしもとかつみ      | 10月9日       |
| 38   | たおせカラ丸!涙、涙の大復活          | 影山由美       | 浅田裕二          | 浅田裕二          | 別所誠人            | 10月16日      |
| 39   | ハロー!ヤッ太郎海外へ飛ぶ            | あかほりさとる | 高須賀勝巳 松本淳 | 高須賀勝巳 松本淳 | 椛島義夫 大宅幸男   | 10月23日      |
| 40   | UFO!?ニャンキー対宇宙人              | 岸間信明       | 津田義三          | 原征太郎          | はしもとかつみ      | 10月30日      |
| 41   | とんでる!帰ってきた母上              | 荒川稔久       | 浅田裕二          | 浅田裕二          | 坂田筆男            | 11月6日       |
| 42   | 大乱戦でいい湯だな!?                 | 影山由美       | 藤みねお          | 藤みねお          | 椛島義夫 大宅幸男   | 11月13日      |
| 43   | 全員集合!天下一の大試合              | 岸間信明       | 津田義三          | 高須賀勝巳        | はしもとかつみ 泉孝 | 11月20日      |
| 44   | ピンチ!盗まれたマサマサ              | 岸間信明       | 浅田裕二          | 浅田裕二          | 別所誠人            | 11月27日      |
| 45   | ガクッ!みじめなコーン守              | 川崎裕之       | 金子伸吾          | 金子伸吾          | 椛島義夫 大宅幸男   | 12月4日       |
| 46   | 時をかけるニャンキー!                | 荒川稔久       | 矢沢則夫          | 原征太郎          | はしもとかつみ      | 12月11日      |
| 47   | 出た!にせニャンキー                  | あかほりさとる | 浅田裕二          | 松浦錠平          | 坂田筆男            | 12月18日      |
| 48   | ニャンキーサンタ空を行く             | 影山由美       | 北原聡            | 藤みねお          | 椛島義夫            | 12月25日      |
| 49   | ヤッ太郎おつかれ島流し               | 岸間信明       | 中村孝一郎        | 高須賀勝巳        | はしもとかつみ      | 1991年 1月8日 |
| 50   | 幻ナリ斎のワハハ大作戦!              | 関島眞頼       | 岩本保雄          | 浅田裕二          | 別所誠人            | 1月15日       |
| 51   | きーっ!コーン守の大研究              | あかほりさとる | 岡嶋国敏          | 岡嶋国敏          | 椛島義夫            | 1月22日       |
| 52   | コーン守史上最大の作戦!              | あかほりさとる | 金子伸吾          | 金子伸吾          | 大宅幸男            | 1月29日       |
| 53   | 明日もぜったい日本晴れ!              | 関島眞頼       | 岡嶋国敏          | 岡嶋国敏          | 椛島義夫            | 2月5日        |
| 54   | ニャンキーは不滅です!                | あかほりさとる | 岡嶋国敏          | 岡嶋国敏          | 大宅幸男            | 2月12日       |

- このうち、第10話（放送枠移動初回）と第54話（最終回）は総集編である。海外版ではこれらの回は放送されなかった。
- 第1話から第22話までの間、番組の最後に解説コーナー「メカメカ忍法秘伝帳」が存在。このコーナーではニャンキーをはじめとした主要なキャラクターたちおよびメカの解説が行われていた。

## 放送局
| 放送地域       | 放送局             | 放送期間                                            | 放送日時                                 | 放送系列       | 備考               |
| -------------- | ------------------ | --------------------------------------------------- | ---------------------------------------- | -------------- | ------------------ |
| 関東広域圏     | テレビ東京         | 1990年2月1日 - 3月29日 1990年4月3日 - 1991年2月12日 | 木曜 19:00 - 19:30 火曜 18:30 - 19:00    | テレビ東京系列 | 制作局             |
| 北海道         | テレビ北海道       | 1990年2月1日 - 3月29日 1990年4月3日 - 1991年2月12日 | 木曜 19:00 - 19:30 火曜 18:30 - 19:00    | テレビ東京系列 |                    |
| 青森県         | 青森テレビ         | 不明                                                | 火曜 16:00 - 16:30                       | TBS系列        |                    |
| 岩手県         | テレビ岩手         | 不明                                                | 土曜 5:45 - 6:15                         | 日本テレビ系列 |                    |
| 宮城県         | 仙台放送           | 不明                                                | 金曜 16:00 - 16:30                       | フジテレビ系列 |                    |
| 秋田県         | 秋田放送           | 不明                                                | 火曜 17:00 - 17:30                       | 日本テレビ系列 |                    |
| 山形県         | 山形放送           | 不明                                                | 木曜 17:30 - 18:00                       | 日本テレビ系列 |                    |
| 福島県         | 福島テレビ         | 不明                                                | 日曜 10:30 - 11:00                       | フジテレビ系列 |                    |
| 新潟県         | テレビ新潟         | 不明                                                | 火曜 17:00 - 17:30                       | 日本テレビ系列 |                    |
| 長野県         | 長野放送           | 不明                                                | 日曜 6:00 - 6:30                         | フジテレビ系列 |                    |
| 山梨県         | テレビ山梨         | 不明                                                | 木曜 15:55 - 16:25                       | TBS系列        |                    |
| 静岡県         | 静岡けんみんテレビ | 不明                                                | 日曜 6:00 - 6:30                         | テレビ朝日系列 | 現：静岡朝日テレビ |
| 石川県         | 石川テレビ         | 不明                                                | 日曜 6:00 - 6:30                         | フジテレビ系列 |                    |
| 愛知県         | テレビ愛知         | 1990年2月1日 - 3月29日 4月12日-1991年2月22日        | 木曜 19:00 - 19:30 木曜→金曜 7:20 - 7:50 | テレビ東京系列 |                    |
| 岐阜県         | 岐阜放送           | 不明                                                | 火曜 19:30 - 20:00                       | 独立局         |                    |
| 三重県         | 三重テレビ         | 不明                                                | 木曜 17:30 - 18:00                       | 独立局         |                    |
| 滋賀県         | びわ湖放送         | 不明                                                | 木曜 19:00 - 19:30                       | 独立局         |                    |
| 大阪府         | テレビ大阪         | 1990年2月1日 - 3月29日 不明                         | 木曜 19:00 - 19:30 木曜 7:20 - 7:50      | テレビ東京系列 |                    |
| 奈良県         | 奈良テレビ         | 不明                                                | 木曜 19:00 - 19:30                       | 独立局         |                    |
| 和歌山県       | テレビ和歌山       | 不明                                                | 水曜 17:00 - 17:30                       | 独立局         |                    |
| 広島県         | テレビ新広島       | 不明                                                | 月曜 16:30 - 17:00                       | フジテレビ系列 |                    |
| 岡山県・香川県 | テレビせとうち     | 不明                                                | 金曜 18:30 - 19:00                       | テレビ東京系列 |                    |
| 福岡県         | 福岡放送           | 不明                                                | 木曜 17:00 - 17:30                       | 日本テレビ系列 |                    |
| 長崎県         | 長崎放送           | 不明                                                | 木曜 17:30 - 18:00                       | TBS系列        |                    |
| 大分県         | 大分放送           | 不明                                                | 月曜 17:00 - 17:30                       | TBS系列        |                    |
| 鹿児島県       | 南日本放送         | 不明                                                | 土曜 6:00 - 6:30                         | TBS系列        |                    |

- テレビ東京系列5局（当時はTVQ九州放送は未開局）での放送日時は序盤の第1話（1990年2月1日放送分）から第9話（3月29日放送分）までは全国ネット枠である木曜19時にて同時ネットだったが、第10話（4月3日放送分）からはローカル枠である火曜夜18時30分枠に移動した。この関係でエンディングが短縮され、テレビ東京とテレビ北海道以外は遅れネットとなった。ちなみに第10話は前述の通り総集編だった。

## 関連商品

### ビデオ・DVD
本作はセルビデオ販売はされているが、全話がVTR化されることは無く、途中でVTR化及びセルビデオ販売が打ち切られている。タツノコプロ創立50周年を記念して2012年8月8日に期間限定でDVD-BOXでの販売された（国外版は既にDVD化されている）。
VHS
各巻2話ずつ、全10巻が発売。第21話まで収録。
DVD
タツノコプロ創立50周年を記念してキングレコードより期間限定で発売。定価2万6040円（税込み）。全54話、映像特典としてノンクレジットOP、ED、事前番宣スポット30秒を収録。他に32ページブックレットが付属している。

### CD
キャッ党忍伝てやんでえ 猫座第一回公演
ミニドラマを中心に、OP、EDのフルコーラスやMIPPLEの唄う『YASU-けくナイ!』などを収録している。
キャッ党忍伝てやんでえ 猫座千秋楽公演
OPのウサ姫ver.やEDのプルルンver.をはじめ、挿入歌やキャラソンを収録しているアルバム。

### ゲーム
キャッ党忍伝てやんでえ（1991年7月19日）
ファミリーコンピュータ用アクションゲーム。発売はテクモ。
オリジナルキャラクターの「Dr.パープル」が登場したり、ニャゴキングが登場しない以外は本編を踏襲した内容になっている。操作性は同社の『忍者龍剣伝』の流用のため優れた部類に入り、キャラクターの掛け合いも評価が高いが、知名度は非常に低い。ファミコン通信クロスレビューでは6、6、6、6の24点。レビュアーはよくあるアクションゲームでプレイヤーは死ににくいようになっているなど難易度は低く丁寧なつくりでデモシーンは派手で楽しくて可愛いとしたが、攻撃は個性に乏しい、濃いキャラクターたちが万人に受け入れられるか好みが分かれそうとした。
キャッ党忍伝てやんでえ 発進!ヤッ太郎 / キャッ党忍伝てやんでえ ヤッ太郎見参!
バンダイから出たLSI液晶ゲーム。
パーティージョイダブル キャッ党忍伝てやんでえゲーム
バンダイ発売のボードゲーム。
ジツ・スクワッド×キャッ党忍伝てやんでえ （2024年12月28日）
海外のインディーズベルトスクロールアクション『ジツ・スクワッド』のexA-Arcadia移植版。ヤッ太郎がゲストキャラクターとして登場。
Samurai Pizza Cats： Blast from the Past!（未定）
Windows・家庭用ゲーム機用2DアクションRPG。開発はオランダのBLAST ZERO、販売はアラブ首長国連邦のRed Dunes Games。
原作アニメに近い画風を再現している。原作のシリーズ構成を担当したあかほりさとるが同ゲーム脚本の翻訳監修を担当。原作の声優陣である山口勝平、折笠愛、沢木郁也、龍田直樹、堀内賢雄を起用。原作で小杉十郎太が担当していたスカシー役には山下誠一郎を起用している。

### 漫画
コミックボンボンではまだよしみによるコミカライズが連載されたが、原作との相違が多く、オリジナルに近い作品。また、サイバーコミックスにおいてそうま竜也による漫画版が掲載された。

### 公式ファンブック
キャッ党忍伝てやんでぇ 公式ファンブック
設定資料、スタッフへのインタビュー、キャストによる座談会、まぼろしの続編企画『キャッ党警察べらんめえ』の企画書用イラストなどを収録。一迅社、2012年11月。ISBN 9784758012881

### トイ
バンダイより発売。
メガアップモデル
低価格プラモデル。主人公の3人のみで、商品名は劇中登場しない呼び名で、箱絵もトリツックンを装着した姿がメインになっているが、ノーマル状態にも組み換えが可能。
1. メガヤッ太郎
2. メガプルルン
3. メガスカシー

江戸前セット
元祖SDガンダムの規格に近いパッケージや作りになっており、メガアップモデルよりも種類が豊富であり、商品展開の中心的存在であった。商品には通しナンバーが打たれている。また、キャラ名が変更されているものがある。お助けメンバーの武器はニャンキーに装備させたり、合体させたりできる。ニャゴキングはニャゴフィンクスから可変もする。お助けメンバー4人をセットにした「特上江戸前セット」もある。
1. ヤッ太郎
2. プルルンニャン
3. スカシー
4. オタスケミエトル
5. オタスケリキノシン
6. オタスケゴットン
7. オタスケネッキー
8. ニャゴキング

ピザキャット
プラ製のトイ。同じスケールの無彩色の塩ビフィギュアが付属、特急便発射ギミックなどがある。
カプセルフィギュア
ピザキャット付属のものと同じサイズの無彩色塩ビフィギュア。おミツやおタマをはじめ、闇の四人衆やワンコー守、コーン守などメインキャラはほとんど抑えられている。
カプセルボーイ
無彩色塩ビフィギュア6体とゲームシートをセットにしたカプセルトイ。
エドロポリスはおおさわぎ ソフト5人セット
バンダイ系列のハーティロビンから発売されたフックトイ。彩色済みソフビのフィギュアに消しゴムがセットになっている。
ES合金
香港の玩具メーカーAction Toysより発売予定の合金玩具。トリツックンと合体可能なヤッ太郎と変形可能なニャゴキングの発売が予定されている。